# Paragorgopis euryale
Paragorgopis euryale är en tvåvingeart som beskrevs av Kameneva 2004. Paragorgopis euryale ingår i släktet Paragorgopis och familjen fläckflugor. Inga underarter finns listade i Catalogue of Life.